# Patrick M'Bele
M'Bele Koung Émile Patience (née le 3 janvier 1975, au Cameroun) était un joueur international de football camerounais. Il a joué principalement dans différents clubs portugais, mais aussi camerounais et turc au poste de défenseur mais aussi au poste de milieu de terrain. 

## Carrière

### En club
On en connait peu du début de carrière de Patrick M'Bele. Durant la saison 1999-00 il rejoint le club turc du MKE Ankaragücü SK, où il effectue trois rencontres de championnat. En cours de saison il revient dans son pays natal et joue une demi-saison avec le Cintra Yaoundé. Il revient en Europe et tente sa chance au Portugal, avec la formation du SC Freamunde en deuxième division, où il évolue une saison pleine.
À la suite de sa bonne expérience à Freamunde, il est appelé en équipe nationale du Cameroun. Il reste ensuite au Portugal, et s'engage la saison qui suit au Sporting Farense. C'est la grande désillusion : il y joue très peu, et passe son temps sur le banc. Par la suite sa carrière régresse, et il ne parvient plus à s'imposer avec les clubs où il joue.
Il joue par la suite dans un club de troisième division, le Vilanovense FC. Par la suite c'est un grand parcours du combattant, il évolue alors à São João Pesqueira qui se dispute en fin fond du district (D7). Patrick rejoint par la suite en cours de saison le Leça FC. La saison suivante il signe à Madère, au Marítimos São Mateus qui évolue en district, avant de rejoindre en cours de saison le Marítimo Graciosa.
Patrick refait surface en troisième division, pendant la saison 2007-08 et dispute quinze rencontres pour un but avec l'AC Vila Meã. De voyage en voyage, il signe la saison suivante au CF Oliveira Douro et dispute dix-huit rencontres pour un but. Il met un terme à sa carrière durant la saison 2009-10, aux dépens du SL Nelas avec sept matchs et un but en quatrième division.

### Carrière internationale
Patrick M'Bele commence sa carrière internationale à vingt-six ans avec l'équipe du Cameroun. Ses belles performances au Portugal, lui valent en effet d'être appelé avec l'équipe nationale.
Il fait sa grande rentrée durant les éliminatoires de la coupe du monde 2002 lors d'un match entre la Zambie et le Cameroun le 14 juillet 2001. Il y joue l'intégralité du match sous les ordres de son sélectionneur Robert Corfu.
Il n'est ensuite plus jamais sélectionné avec le Cameroun. Son total en équipe nationale, s'arrête donc à une seule et unique sélection.

## Statistiques

### En joueur
| Saison                | Club                  | Championnat           | Championnat | Championnat | Coupe(s) nationale(s) | Coupe(s) nationale(s) | Compétition(s) continentale(s) | Compétition(s) continentale(s) | Compétition(s) continentale(s) | Sélection | Sélection | Sélection | Total | Total |
| Saison                | Club                  | Division              | M.          | B.          | M.                    | B.                    | Comp.                          | M.                             | B.                             | Équipe    | M.        | B.        | M.    | B.    |
| 1999-2000             | MKE Ankaragücü SK     | 1                     | 3           | 0           | -                     | -                     | C3                             | -                              | -                              | -         | -         | -         | 3     | 0     |
| Sous-total            | Sous-total            | Sous-total            | 3           | 0           | -                     | -                     | -                              | -                              | -                              | -         | -         | -         | 3     | 0     |
| 2000                  | Cintra Yaoundé        | 1                     | -           | -           | -                     | -                     | -                              | -                              | -                              | -         | -         | -         | 0     | 0     |
| Sous-total            | Sous-total            | Sous-total            | -           | -           | -                     | -                     | -                              | -                              | -                              | -         | -         | -         | 0     | 0     |
| 2000-2001             | SC Freamunde          | 2                     | 20          | 0           | 0                     | 0                     | -                              | -                              | -                              | -         | -         | -         | 20    | 0     |
| Sous-total            | Sous-total            | Sous-total            | 20          | 0           | 0                     | 0                     | -                              | -                              | -                              | -         | -         | -         | 20    | 0     |
| 2001-2002             | SC Farense            | 1                     | 2           | 0           | 0                     | 0                     | -                              | -                              | -                              | Cameroun  | 1         | 0         | 3     | 0     |
| 2002-2003             | SC Farense            | 1                     | 0           | 0           | 0                     | 0                     | -                              | -                              | -                              | -         | -         | -         | 0     | 0     |
| Sous-total            | Sous-total            | Sous-total            | 2           | 0           | 0                     | 0                     | -                              | -                              | -                              | -         | 1         | 0         | 3     | 0     |
| 2003-2004             | AD Portomosense       | 3                     | 18          | 0           | -                     | -                     | -                              | -                              | -                              | -         | -         | -         | 18    | 0     |
| Sous-total            | Sous-total            | Sous-total            | 18          | 0           | -                     | -                     | -                              | -                              | -                              | -         | -         | -         | 18    | 0     |
| 2004-2005             | Vilanovense FC        | 3                     | -           | -           | -                     | -                     | -                              | -                              | -                              | -         | -         | -         | 0     | 0     |
| Sous-total            | Sous-total            | Sous-total            | -           | -           | -                     | -                     | -                              | -                              | -                              | -         | -         | -         | 0     | 0     |
| 2005-2006             | São João Pesqueira    | 6                     | -           | -           | -                     | -                     | -                              | -                              | -                              | -         | -         | -         | 0     | 0     |
| Sous-total            | Sous-total            | Sous-total            | -           | -           | -                     | -                     | -                              | -                              | -                              | -         | -         | -         | 0     | 0     |
| 2005-2006             | Leça FC               | 4                     | -           | -           | -                     | -                     | -                              | -                              | -                              | -         | -         | -         | 0     | 0     |
| Sous-total            | Sous-total            | Sous-total            | -           | -           | -                     | -                     | -                              | -                              | -                              | -         | -         | -         | 0     | 0     |
| 2006-2007             | Marítimos São Mateus  | 5                     | -           | -           | -                     | -                     | -                              | -                              | -                              | -         | -         | -         | 0     | 0     |
| Sous-total            | Sous-total            | Sous-total            | -           | -           | -                     | -                     | -                              | -                              | -                              | -         | -         | -         | 0     | 0     |
| 2006-2007             | Marítimo Graciosa     | 4                     | -           | -           | -                     | -                     | -                              | -                              | -                              | -         | -         | -         | 0     | 0     |
| Sous-total            | Sous-total            | Sous-total            | -           | -           | -                     | -                     | -                              | -                              | -                              | -         | -         | -         | 0     | 0     |
| 2007-2008             | AC Vila Meã           | 3                     | 15          | 1           | 0                     | 0                     | -                              | -                              | -                              | -         | -         | -         | 15    | 1     |
| Sous-total            | Sous-total            | Sous-total            | 15          | 1           | 0                     | 0                     | -                              | -                              | -                              | -         | -         | -         | 15    | 1     |
| 2008-2009             | CF Oliveira Douro     | 4                     | 18          | 1           | 0                     | 0                     | -                              | -                              | -                              | -         | -         | -         | 18    | 1     |
| Sous-total            | Sous-total            | Sous-total            | 18          | 1           | 0                     | 0                     | -                              | -                              | -                              | -         | -         | -         | 18    | 1     |
| 2009-2010             | SL Nelas              | 4                     | 7           | 1           | -                     | -                     | -                              | -                              | -                              | -         | -         | -         | 7     | 1     |
| Sous-total            | Sous-total            | Sous-total            | 7           | 1           | -                     | -                     | -                              | -                              | -                              | -         | -         | -         | 7     | 1     |
| Total sur la carrière | Total sur la carrière | Total sur la carrière | 83          | 3           | -                     | -                     | -                              | -                              | -                              | -         | 1         | 0         | 84    | 3     |